# 薩摩亞 (密蘇里州)
薩摩亞（英語：Samoa）是位於美國密蘇里州德克薩斯縣的非建制地區。

## 歷史
薩摩亞的郵局於1890年設立，其後於1909年停運。

## 地理
薩摩亞所處的海拔為高於海平面372米（即1220英呎），而該地所採用的時區為UTC-6，即北美中部時區（CST）。同時該地設有夏令時間，為UTC-6調快一小時，即UTC-5（CDT）。